# The Narrative
The Narrative ist ein US-amerikanisches Indie-Rock-Duo aus New York, das aus Suzie Zeldin und Jesse Gabriel besteht. The Narrative starteten ihre Musikkarriere im Jahre 2008 mit ihrer ersten EP Just Say Yes, von welcher ihr womöglich bekanntestes Lied „Eyes Closed“, mit mehr als 3,5 Millionen Aufrufen auf Youtube, entstammt. Ihr Debütalbum The Narrative wurde im Jahre 2010 veröffentlicht.

## Geschichte
Im Jahre 2006 entschied sich Jesse Gabriel, einige Musiker ausfindig zu machen, um mit diesen ein musikalisches Projekt zu starten. Aus diesem Grund schrieb er ein Inserat auf Craigslist, in welchem er nach musikalischer Unterstützung Ausschau hielt. Nach einigen Antworten auf sein Inserat stieß er auf die von Suzie Zeldin, welche auch nach Musikern Ausschau hielt. Die beiden beschlossen sich zu treffen und fanden heraus, dass sie beide an derselben Schule in Bellmore, Long Island waren, jedoch einander nie getroffen hatten. Die beiden entschlossen sich nach dem Treffen, miteinander Musik zu machen, und nannten ihre Band „January Window“, bevor sie sie in The Narrative umbenannten. Der erste Song, den sie veröffentlichten, war am 1. Januar 2007 eine Demoversion von „End All“, die später auf ihrem ersten Album zu hören ist. Anfänglich wollte Gabriel noch nicht singen, doch Zeldin fragte ihn, ob er nicht einmal „Slide“ von den Goo Goo Dolls anstimmen könnte. Zeldin war darauf über seine Stimme so erfreut, dass er im Leadgesang und im Backgroundgesang miteinbezogen wurde. Später stieß der Schlagzeuger Charles Seich zur Band, um eine erste EP aufzunehmen. 2007 war Zeldin Teil diverser Bandprojekte, wo sie unter anderem auf Russisch im Lied „I'm Breathing... Are You Breathing Too?“ von Envy on the Coast singt. Schon vor der Zeit bei The Narrative veröffentlichte Suzie Solomaterial, beispielsweise die EP „Excuses“, welche vier Songs beinhaltet.
Die nächsten Jahre (2007–08) verbrachte die Band viel Zeit in Suzies beengtem Upper West Side Apartment, wo sie Songs für die ihre erste EP Just Say Yes schrieben. „Wir sind wirklich nur aufgeregt, unsere erarbeiteten Songs aufzunehmen“, sagte Jesse in einem Interview. Die EP wurde von Bryan Russell produziert, welcher der Gruppe eine direkte Hilfe anbot, um ihren Sound, beeinflusst von Bands wie Death Cab for Cutie, Jimmy Eat World oder Brand New, zu entwickeln. Just Say Yes  wurde am 30. August 2008 unabhängig von einem Plattenvertrag oder Label veröffentlicht.

## Diskografie
- 2008: Just Say Yes (EP)
- 2010: The Narrative (Album)
- 2012: B-Sides and Seasides (EP)
- 2014: Chasing a Feeling (Single)
- 2021: Monoliths (Single)